# يانج شيان رونغ
يانغ شيان رونغ (羊 獻 容) (بالإنجليزية:Yang Xianrong) (توفيت عام 322)، أطلق عليها رسميا من قبل تشاو السابق كتكريم لها لقب الإمبراطورة شيانوين (皇后 "皇后 ، حرفيًا" الإمبراطورة الحكيمة والمدنية ")، هيإمبراطورة فريدة في تاريخ الصين، للإمبراطوريتين مختلفتين وإمبراطوران مختلفان. كان زوجها الأول هو الإمبراطور هوى لجين، وكان زوجها الثاني ليو ياو لهان تشاو. كما أنها كانت مميزة بسبب حقيقة أنه تم عزلها أربع مرات واستعادتها أربع مرات كإمبراطورة جين (خمس، إذا اعتبرت فترة اغتصاب العرش القصيرة من جانب سيما لونا ضد زوجها عام 301).

## كإمبراطورة جين
كانت يانغ شيان رونغ من قيادة تايشان (تايآن الحديثة، شاندونغ). كان والدها هو المسؤول المتوسط المستوى يانغ شوانزي (羊 玄 之). كان جدها لأمها الجنرال صن تشى (孫 旂)، وهو قريب بعيد لصن شيوى (孫秀) كبير الإستراتيجيين في سيما لون أمير تشاو. لذلك، بعد أن أطاح سيما سيمون وصن بالإمبراطورة جيا نانفينج عام 300، قام سون باختيار يانغ شيان رونغ كإمبراطورة جديدة. لا يُعرف سوى القليل عن علاقتها بزوجها المصاب بإعاقة النمو. قام سيما لون باغتصاب العرش عام 301 لكنه هزم بعد ذلك على يد سيما جيونغ أمير تشى وسيما يينغ أمير تشنغدو، قُتل كل من سون شيوى وصن تشى، إلى جانب عشيرتيهما. تم ترقية والد الإمبراطورة يانغ (يانغ شوانزي). (كان سيموت من الخوف في عام 303، لأن صداقته مع سيما آي أمير تشانغشا كانت تستخدم كذريعة لسياما يينغ وسيما يونغ أمير هيجيان لمهاجمة سيما آي)
مع استمرار كون الإمبراطور هوي بيدقًا للأمراء أثناء حرب الأمراء الثمانية، بدا أن الإمبراطورة يانغ نفسها لم يكن لها تأثير يذكر. ومع ذلك، كانت تستخدم في كثير من الأحيان كذريعة لأفعال بعض المتآمرين، وخلال الفترة من 304 إلى 306 تم خلعها أربع مرات وتم إعادتها لمنصبها أربع مرات، وغالبًا ما يتم ذلك جنبا إلى جنب مع سيما تشين (司馬 覃) ولي العهد. كادت تقتل تقريبًا بعد إزالتها الرابعة في عام 305، حيث كان سيما يونغ يحتجز الإمبراطور هوي في تشانغآن وتركها في العاصمة لويانغ، مقتنع بأن خصومها يسهل عليهم استخدامها كختم مطاطي، ولذلك أمر أن تجبر على الانتحار. قدم حاكم منطقة العاصمة ليو تون (劉 暾) التماسًا لإنقاذ حياتها، والذي كلفه حياته تقريبًا حيث أمر سيما يونغ باعتقاله، وكان بالكاد قادرًا على الفرار بحياته. ومع ذلك، بعد عفو ليو، لسبب من الأسباب، ألغى سيما يونغ الأمر بإجبارها على الانتحار.
في عام 306، مع اقتراب حرب الأمراء الثمانية من نهايتها، وبعد أن سمح للإمبراطور هوي بالعودة إلى لويانغ بعد أ قام سيما يوي أمير دونغهاي بهزيمة سيما يونغ، رحب بعودة يانج كإمبراطورة. مع ذلك في أوائل 307 فقد سمم الإمبراطور حتى الموت. (يعتقد معظم المؤرخين أن سيما يوي كان وراء التسمم، ولكن لا يوجد دليل قاطع. كان الوريث المعترف به شقيق الإمبراطور هوي، سيما تشي ولي العهد، لكن الإمبراطورة يانغ، اعتقادا منها بأنها لن تُكرّم كإمبراطورة أم إذا ورث صهرها العرش، حاولت أن يُعلن سيما تشين إمبراطورًا؛ تم رفض محاولتها من سيما يوي، ونجح ولي العهد الأمير تشي في تولي منصب إمبراطور هواي. (ربما تكون محاولتها قد كلفت الأمير تشين حياته، لأن سيما يوي قد أعدمه في 308) شرفها الإمبراطور هواي بلقب «الإمبراطورة هوي»، ولكن ليس بلقب الإمبراطورة الأم.
تأثير الإمبراطورة يانج أو عدمه خلال عهد الإمبراطور هواي لم يكن واضحًا، ولكن نظرًا لأن الإمبراطور هواي نفسه لم يكن يتمتع بسلطة كبيرة (مع استمرار سيما يوي في الاحتفاظ بالكثير من القوة)، لم يكن من المحتمل أن يكون للإمبراطورة يانغ تأثير كبير. بعد وفاة سيما يو في عام 311، كانت جيوش جين في حالة من الفوضى وغير قادرة على حماية لويانغ أكثر من ذلك. سرعان ما سقطت لويانغ لجيوش هان تشاو، بقيادة الجنرالات هويان يان (呼延 晏)، وانغ مي (王彌)، شي لي، وليو ياو أمير شيآن. أحرق ليو ياو معظم لويانغ وأعدم عددًا كبيرًا من مسؤولي جين، لكنه لم يقتل الإمبراطورة يانغ؛ بدلاً من ذلك أخذها كزوجة له.

## كإمبراطورة هان تشاو
لا يُعرف سوى القليل عن حياة يانغ شيان رونغ مع ليو ياو، بخلاف أنها كانت مفضلة له وأنجبت له ثلاثة أبناء - ليو شي (Liu Xī)، وليو شي (Liu Xí) (劉 襲 - لاحظ اختلاف النطق)، وليو تشان (劉 闡). (لم يكن من الواضح ما إذا كانت هي زوجته أم محظية في هذه المرحلة - كان لليو ياو زوجة سابقة، الأميرة بو، التي وُصفت بأنها توفيت وأنها كانت أميرة عندما تم جعل ابنها ليو يين أمير يونغان في 323. كان ليو ياو كابن عم موثوق به لإمبراطور هان تشاو <i>ليو كونغ</i>، مسؤوليات عسكرية عديدة وكان مسؤولاً عن منطقة تشانغآن بعد أن استولى عليها هو وخليفة الإمبراطور هواي الإمبراطور مين في عام 316. في عام 318، بعد قيام رئيس وزراء هان تشاو جين تشون بذبح عائلة إمبراطورية هان تشاو والنبلاء في العاصمة بينغيانغ (في لينفن الحديثة، شانشي)، بعد الانقلاب قدم المسؤولون الذين فروا من مجزرة العرش إلى ليو ياو. بعد أن هزمت قواته وقوات شي لو جين، نقل العاصمة إلى تشانغآن. في عام 319 أنشأ يانغ شيان رونغ الإمبراطورة وابنها ولي العهد ليو شي. ذات مرة، سألها ليو ياو: «كيف أنا مقارنة برجل سيما؟» كان ردها:
كيف يمكن أن يكون هناك مقارنة؟ صاحب الجلالة الإمبراطوري حاكم ذكي لبناء الإمبراطورية، بينما الآخر كان أحمق دمر إمبراطوريته. كان لديه فقط زوجة واحدة وابن واحد ولم يتمكن من أن يحمي أيا منهما. لقد كان إمبراطورًا مشرفًا، لكنه سمح بإهانة زوجته وابنه على أيدي عامة الناس. في ذلك الوقت، كل ما أردته كان الموت، ولم أكن أعلم أنني سأواجه اليوم. لقد ولدت من عائلة نبيلة، لكنني اعتقدت أن جميع الرجال كانوا مثله. فقط بعد أن تزوجت بك، اكتشفت كيف يبدو الرجل الحقيقي.
فضلها ليو ياو بشدة، وكانت متدخلة في الشؤون الحكومية. توفيت في 322. ظل ابنها ليو شيو ولي العهد لكن كلاً من ليو ياو وليو شي قتلا على يد قوات شي لو في وقت لاحق تشاو بعد سقوط هان تشاو في وقت لاحق لتشاو عام 329.